# Viktor Mäulen
Viktor Mäulen (* 5. Januar 1879 in Stuttgart; † 15. Februar 1956 in Schwäbisch Gmünd) war ein deutscher Fußballspieler und -funktionär.

## Leben
Im Jahre 1899 trennten sich einige Männer vom Cannstatter Fußball-Club und gründeten den FC Stuttgarter Kickers, darunter war auch Viktor Mäulen. Er war als Gründungsmitglied auch Teil der ersten Vorstandschaft des Vereins und fungierte als 1. Spielleiter der Kickers.
Bei ersten Spiel der Vereinsgeschichte, welches am 8. Oktober 1899 auf dem Stöckach-Platz gegen den FC Stuttgart 1894 stattfand, kam er als Linksaußen. Die Partie endete 11:0 für die Kickers. Zwischen 1902 und 1904 war Mäulen Vorsitzender des Vereins und in dieser Zeit für die Vorbereitungen des Platzerwerbs des späteren Kickers-Platz in Degerloch zuständig. Mäulen wollte mit dem befreundeten Sohn der Brauerei Leicht die Finanzierung regeln und durch Vermittlung seines Vaters hatte er bei Prinz Weimar eine Audienz bei Wilhelm II. in Aussicht. 
Danach war Mäulen auch weiterhin von 1904 an als Spieler aktiv, so spielte er Erstligafußball für den 1. FC Nürnberg.
1949 war der gelernte Bankdirektor in Schwäbisch Gmünd wohnhaft.